# PTGES
PTGES (англ. Prostaglandin E synthase) – білок, який кодується однойменним геном, розташованим у людей на короткому плечі 9-ї хромосоми. Довжина поліпептидного ланцюга білка становить 152 амінокислот, а молекулярна маса — 17 102.
| 10         |  | 20         |  | 30         |  | 40         |  | 50         |
| ---------- |  | ---------- |  | ---------- |  | ---------- |  | ---------- |
| MPAHSLVMSS |  | PALPAFLLCS |  | TLLVIKMYVV |  | AIITGQVRLR |  | KKAFANPEDA |
| LRHGGPQYCR |  | SDPDVERCLR |  | AHRNDMETIY |  | PFLFLGFVYS |  | FLGPNPFVAW |
| MHFLVFLVGR |  | VAHTVAYLGK |  | LRAPIRSVTY |  | TLAQLPCASM |  | ALQILWEAAR |
| HL         |  |            |  |            |  |            |  |            |

A: Аланін

C: Цистеїн

D: Аспарагінова кислота

E: Глутамінова кислота

F: Фенілаланін

G: Гліцин

H: Гістидин

I: Ізолейцин

K: Лізин

L: Лейцин

M: Метіонін

N: Аспарагін

P: Пролін

Q: Глутамін

R: Аргінін

S: Серин

T: Треонін

V: Валін

W: Триптофан

Кодований геном білок за функцією належить до ізомераз. 
Задіяний у таких біологічних процесах, як метаболізм жирних кислот, метаболізм ліпідів, біосинтез жирних кислот, біосинтез ліпідів, біосинтез простагландинів, метаболізм простагландинів. 
Локалізований у мембрані.